# دجاج كنتاكي

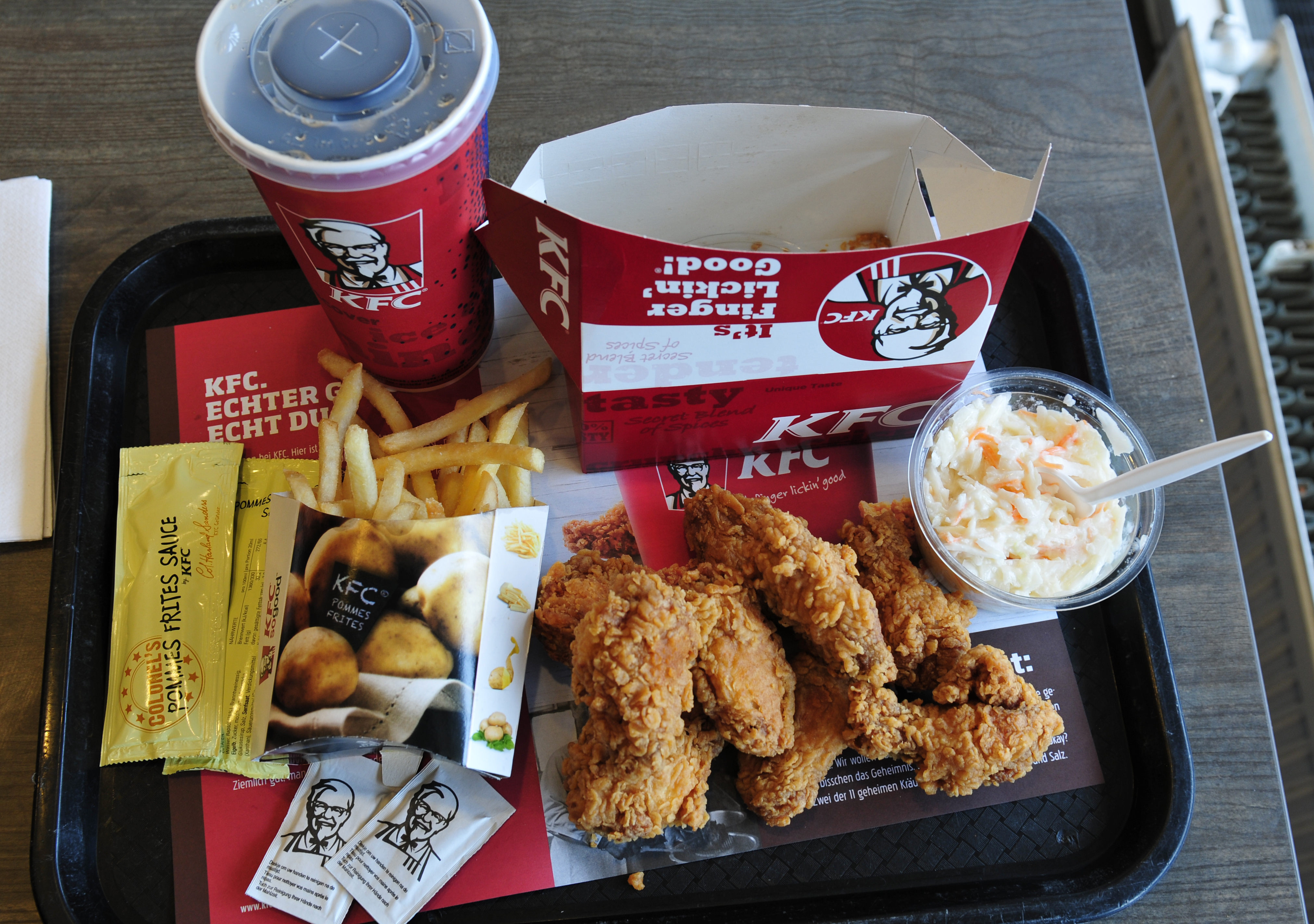
وجبة أجنحة الدجاج

دجاج كنتاكي أو كي إف سي كما تُعرف حالياً (بالإنجليزية: KFC؛ اختصارا لـ Kentucky Fried Chicken) (والمعنى الحرفية «دجاج كنتاكي المقلي») - هي سلسلة مطاعم للوجبات السريعة تختص أساساً بالدجاج المقلي. يقع مقرها في مدينة لويفيل بولاية كنتاكي. تعد ثان أكبر سلسلة مطاعم وجبات سريعة في العالم من ناحية المبيعات بعد ماكدونالدز، حيث تمتلك أكثر من 30,000 موقع حول العالم في 150 دولة اعتبارًا من أبريل 2024. كان المطعم شركة فرعية تملكها يم! بالكامل بين عامي 1997–2002 م، ومنذ عام 2002 أصبحت شركة فرعية تملكها عملاق الطعام يم! بالكامل، وتملك يم! بالإضافة لدجاج كنتاكي كلاً من سلاسل بيتزا هت وتاكو بل ووينغ ستريت. في مقاطعة كيبيك الكندية، تسمي سلسلة المطاعم نفسها Poulet Frit du Kentucky أو اختصارًا PFK.
تبيع كنتاكي بشكل رئيسي الدجاج المقلي، أو الشطائر، أو السلطات، أو البرغر. وبينما ينصب اهتمامُ الشركةِ الرئيسيُّ على الدجاج المقلي، فإنها تقدم أيضًا الدجاج المحمر والتحلية. تقدم كنتاكي خارج أمريكا الشمالية منتجات تتعتمد على لحم البقر، كالبرغر والكباب، وتقدم أيضًا منتجات تعتمد على لحم الخنزير في مناطق كالولايات المتحدة والصين، كالأضلاع وبعض الأكلات المحلية.
أنشأ الكولونيل هارلاند ساندرز الشركةَ باسم Kentucky Fried Chicken عام 1952، إلا أن الفكرة تعود إلى عام 1930.

## التاريخ

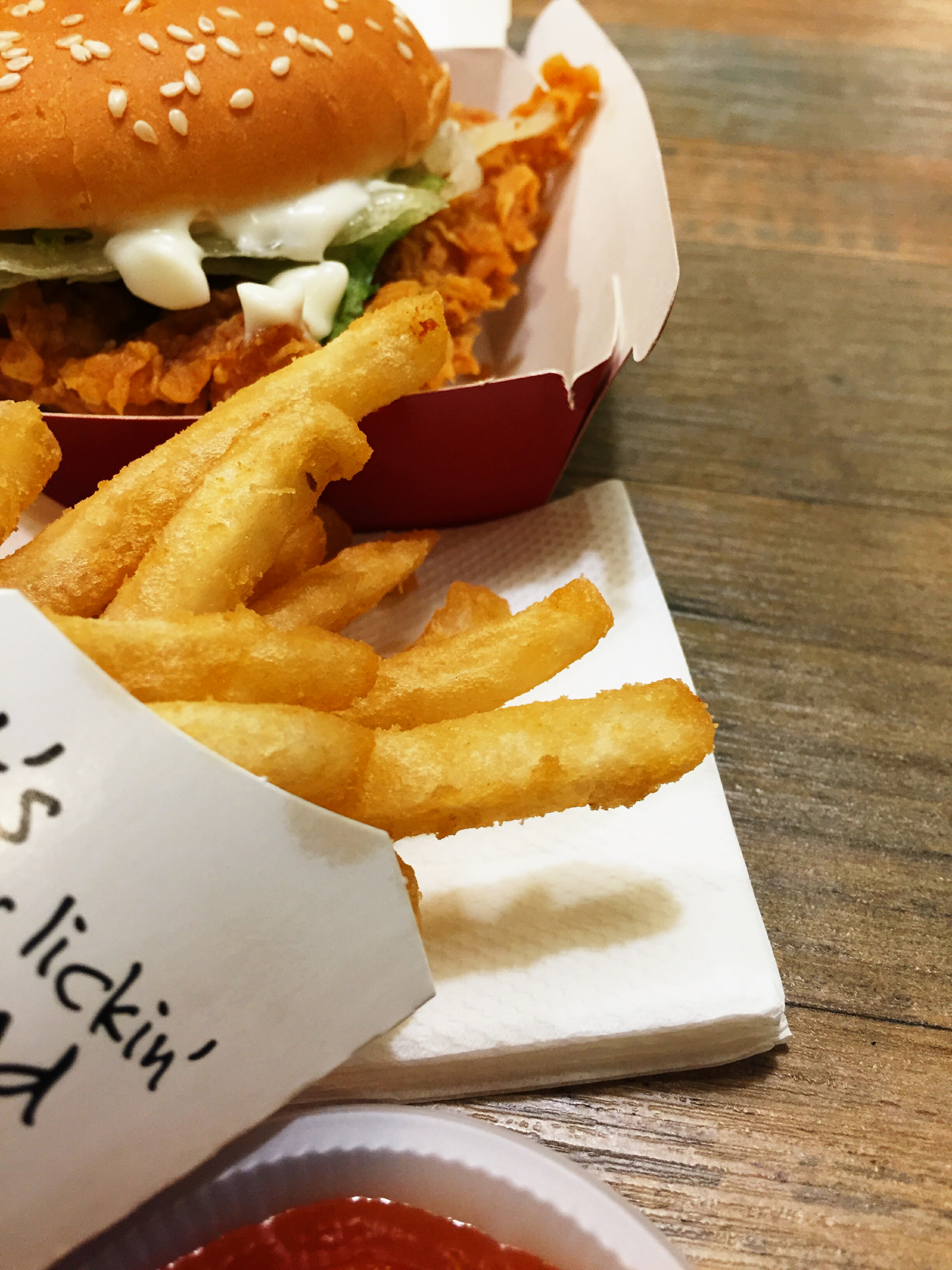
احدي وجبات دجاج كنتاكي

خريطة الدول التي يتم تقديم خدمات كنتاكي بها

ولد هارلاند ساندرز في عام 1890 ونشأ في مزرعة خارج هنري فيل، إنديانا (بالقرب من لويز فيل، كنتاكي). عندما كان ساندرز في الخامسة من عمره، توفي والده، مما أجبر والدته على العمل في مصنع تعليب. هذا ترك ساندرز، كابن البكر، لرعاية شقيقيه الأصغر سنا. بعد أن بلغ السابعة من عمره، علمته والدته كيفية الطهي. بعد مغادرة منزل العائلة في سن 13، مرت ساندرز من خلال العديد من المهن، مع نجاح مختلط. في عام 1930، تولى محطة تعبئة شل على الطريق 25 في الولايات المتحدة خارج شمال كوربن، كنتاكي، وهي بلدة صغيرة على حافة جبال الأبالاش. وهنا كان يقدم لأول مرة للمسافرين الوصفات التي تعلمها عندما كان طفلاً: الدجاج المقلي والأطباق الأخرى مثل شرائح اللحم ولحم الخنزير الريفي. بعد أربع سنوات من الخدمة من طاولة غرفة الطعام الخاصة به، اشترى ساندرز محطة التعبئة الأكبر على الجانب الآخر من الطريق وتوسع إلى ستة طاولات. بحلول عام 1936، كان هذا قد ثبت نجاحه بما فيه الكفاية لساندرز أن تعطى اللقب الفخري لعقيد كنتاكي من قبل الحاكم روبي لافون. في عام 1937 قام بتوسيع مطعمه إلى 142 مقعدًا، وأضاف موتيلًا اشتراه على الناحية المقابلة من الشارع، وسماه (بالإنجليزية: Sanders Court & Café) أي مجلس ومقهى ساندرز.
كان ساندرز غير راض ٍ عن الدقائق الـ 35 التي استغرقها إعداد دجاجته في مقلاة حديدية، لكنه رفض أن يقلي الدجاجة في أعماقها، والتي يعتقد أنها خفضت جودة المنتج. إذا كان يطبخ الدجاج مسبقاً قبل الطلبيات، كان هناك أحياناً هدر في نهاية اليوم. في عام 1939، تم إطلاق أول مواقد الضغط التجاري في السوق، ومعظمها مصمم لالخضروات البخارية. اشترى ساندرز واحدة، وعدّلها إلى مقلاة ضغط، ثم استخدمها لقلي الدجاج. الطريقة الجديدة خفضت وقت الإنتاج لتكون قابلة للمقارنة مع القلي العميق، في حين، في رأي ساندرز، والحفاظ على نوعية الدجاج المقلي.
في يوليو 1940، وضع ساندرز اللمسات الأخيرة على ما أصبح يعرف باسم «الوصفة الأصلية» له من 11 الأعشاب والتوابل. وعلى الرغم من أنه لم يكشف علناً عن الوصفة، إلا أنه اعترف باستخدام الملح والفلفل، وادعى أن المكونات «تقف على رف الجميع». بعد إعادة تشغيلها ككولونيل كنتاكي في عام 1950 من قبل الحاكم لورانس ويثربي، بدأ ساندرز لباس الجزء، وزراعة goatee وارتداء معطف أسود فستان (تحولت في وقت لاحق إلى بدلة بيضاء)، وربطة عنق، والإشارة إلى نفسه باسم «العقيد». ذهب شركاءه جنبا إلى جنب مع تغيير العنوان، «مازحا في البداية ثم بجدية»، وفقا لناقب السيرة الذاتية جوش أوزيرسكي.
خدم ساندرز كورت ومقهى عموما المسافرين، وذلك عندما الطريق المخطط لها في عام 1955 لSing 75 الطريق تجاوز كوربين، ساندرز باعت ممتلكاته وسافر في الولايات المتحدة لامتياز وصفة الدجاج له لأصحاب المطاعم. ستدفع المطاعم المستقلة أربعة سنتات (في وقت لاحق خمسة) على كل دجاجة كرسوم امتياز، مقابل «مزيج سري من الأعشاب والتوابل» لساندرز والحق في عرض وصفته على قوائمها واستخدام اسمه وشبهه لأغراض ترويجية. في عام 1952 كان قد حصل بالفعل بنجاح على وصفته لصديقه بيت هارمان من جنوب سولت ليك، يوتا، مشغل أحد أكبر المطاعم في المدينة.
دون أندرسون، رسام علامة استأجرتها هارمان، صاغ اسم «كنتاكي فرايد تشيكن». بالنسبة لهارمان، كانت إضافة كنتاكي وسيلة للتمييز بين مطعمه والمنافسين؛ وكان منتج من ولاية كنتاكي غريبة، وأثار الصور من الضيافة الجنوبية. هارمان علامة تجارية عبارة «انها إصبع lickin'جيدة»، والتي أصبحت في نهاية المطاف شعار الشركة على نطاق واسع. كما قدم «وجبة دلو» في عام 1957 (14 قطعة من الدجاج، وخمس لفات الخبز ونصف لتر من المرق في دلو من الورق المقوى). كان تقديم وجبتهم المميزة في دلو ورقي أن يصبح سمة مميزة للشركة.
في عام 1991، تم اعتماد اسم كنتاكي رسميا، على الرغم من أنه كان معروفا بالفعل على نطاق واسع من قبل تلك initialism. واعترف كايل كريغ، رئيس كنتاكي في الولايات المتحدة، بأن التغيير كان محاولة لإبعاد السلسلة عن الدلالات غير الصحية لـ «المقلية». شهد أوائل التسعينات إطلاق عدد من المنتجات الرئيسية الناجحة في جميع أنحاء السلسلة، بما في ذلك حار «أجنحة الساخنة» (أطلقت في عام 1990)، والدجاج الفشار (1992)، ودوليا، «زينغر»، وهو حار الدجاج فيليه ساندويتش (1993). وبحلول عام 1994، كان لدى كنتاكي 5,149 منفذاً في الولايات المتحدة، و9,407 منفذاً بشكل عام، مع أكثر من 100,000 موظف. في أغسطس 1997، اجتست شركة بيبسيكو قسم المطاعم كشركة عامة بقيمة 4.5 مليار دولار أمريكي (حوالي 6.5 مليار دولار أمريكي في عام 2013). وقد سميت الشركة الجديدة شركة Tricon Global Restaurants، وكان لديها في ذلك الوقت 30,000 منفذ ومبيعات سنوية بقيمة 10 مليارات دولار أمريكي (حوالي 14 مليار دولار أمريكي في عام 2013)، مما يجعلها في المرتبة الثانية في العالم بعد ماكدونالدز. تم تغيير اسم Tricon Yum! العلامات التجارية في مايو 2002.

## المناطق

### الشرق الأوسط وشمال أفريقيا

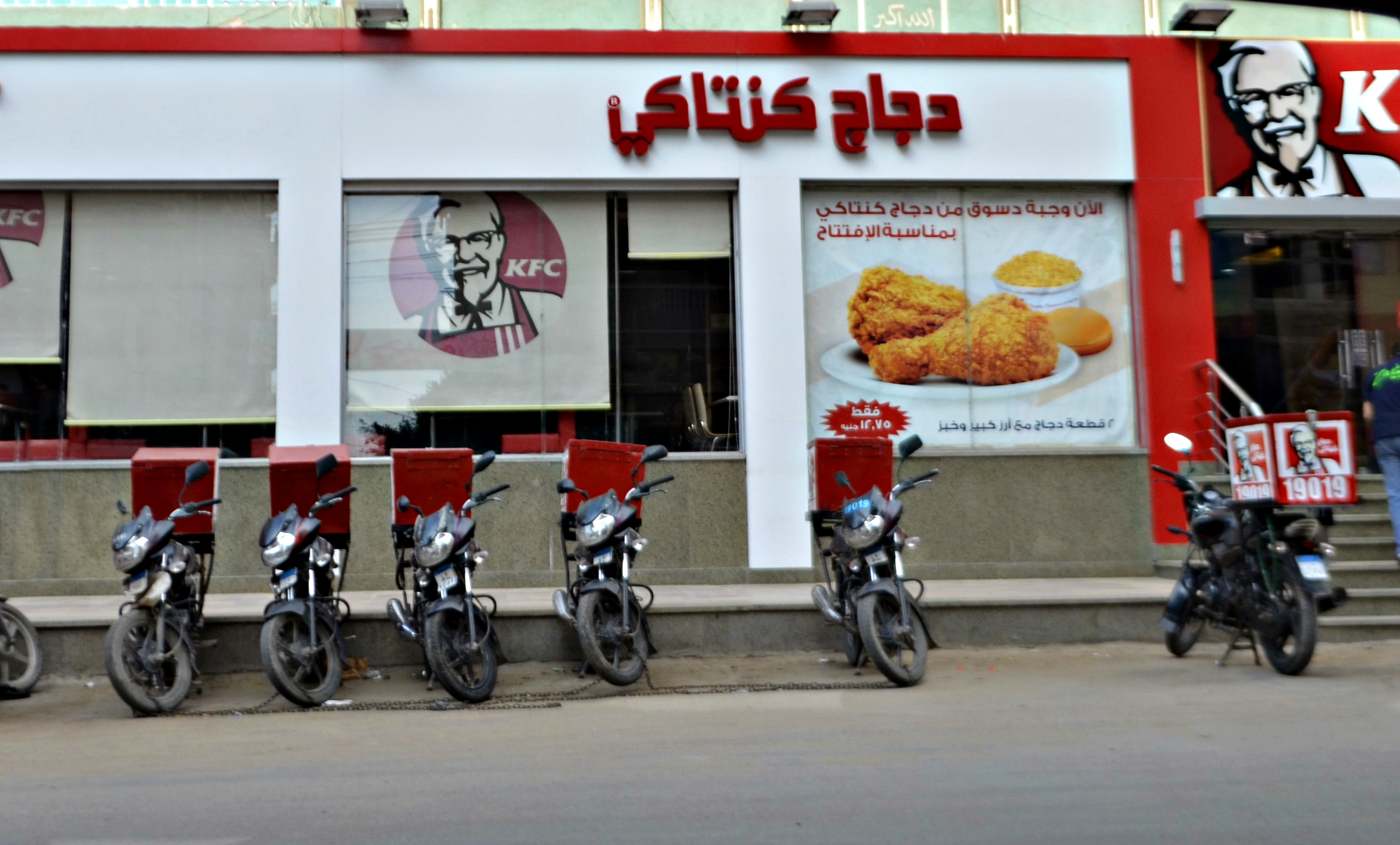
فرع بمدينة دسوق.

اُفتتحت أوّلى فروع منطقة الشرق الأوسط لسلسلة دجاج كنتاكي في 25 سبتمبر 1973 في الكويت تلاه افتتاح فرع آخر في السعودية. في السنوات التالية امتدت سلسلة الفروع لتشمل مصر والإمارات وقطر وسلطنة عُمان والبحرين والأردن ولبنان والمغرب والعراق، بالإضافة إلى تونس وفلسطين والسودان والجزائر.
انتشر اسم العلامة التجارية في الثقافة الشعبية بالعالم العربي ولا سيما على الإنترنت على شكل ميمات من صور ومقاطع فيديو متداولة عام 2013 بعد قيام المغنية الإماراتية أحلام الشامسي بتكرار عبارة على برنامج مواهب أراب آيدول للغناء باللهجة الخليجية قائلةً «كيفي كيفي أبي كنتاكي كيفي» مباشرةً على الهواء لعدة مرات حيث عبرت عن رغبتها في تناول دجاج كنتاكي، في الوقت الذي انتظر فيه أحد المشتركين تعليقها على أدائه. وقد بررت أحلام عبارتها الشهيرة خلال مقابلة مع الإعلامية وفاء الكيلاني بدافع شعورها بالجوع.

### تونس
في شهر ديسمبر من سنة 2017 كان بداية تواجد دجاج كنتاكي في تونس إذ تم فتح أول فرع في 28 ديسمبر 2017 في ضفاف البحيرة 1 وثاني كان يوم الثلاثاء 24 أفريل 2018 في شاطئ المرسى وفي أواخر 2018 تم افتتاح فرع في تونيزيا مول، وتم افتتاح فرعين آخرين في المنار وفي سيدي بوسعيد، وفي اواخر سنة 2019 تم افتتاح فرع في تونس سيتي واخر في آزور سيتي، في 2020 تم فتح فرع في العوينة.تزامنا مع افتتاح مول سوسة، افتتح دجاج كنتاكي فرعه هناك وبعدها فرع آخر في سوسة، وكما يتم التخطيط لفتح فروع أخرى خارج العاصمة ومدينة سوسة: في صفاقس وجزيرة جربة وقابس.

### ليبيا
في شهر فبراير من سنة 2019 كانت بداية انطلاق دجاج كنتاكي في ليبيا وتم افتتاح أول فرع يوم 4 فبراير 2019 في المنطقة السياحية بطرابلس وتم نقله إلى منطقة زاوية الدهماني في أواخر عام 2020 وافتتح الفرع الثالت بمنطقة صلاح الدين

## الدعاية
كان الكولونيل ساندرز مكونًا رئيسيًا في إعلانات KFC حتى وفاته في عام 1980. على الرغم من وفاته، لا يزال ساندرز رمزًا رئيسيًا للشركة باعتباره «رمزًا دوليًا للضيافة». وشملت الشعارات الرسمية المبكرة للشركة «طبق الضيافة في أمريكا الشمالية» (من عام 1956) و «نعد عشاء الأحد سبعة ليال في الأسبوع». تم استخدام شعار «إنها لذيذة جداً» منذ عام 1956، وأصبح أحد أكثر الشعارات شهرة في القرن العشرين. انتهت صلاحية العلامة التجارية في الولايات المتحدة في عام 2006. تم تقديم أول شعار لـ KFC في عام 1952 وظهر بخط «كنتاكي فرايد تشيكن» وشعار العقيد. في عام 1962، أخذ ديف توماس دلو العقيد ساندرز وحوّله إلى علامة  تدور في حركة دائرية أمام كل دجاج كنتاكي تقريبًا.
لعب الإعلان دورًا رئيسيًا في كنتاكي فرايد تشيكن بعد أن باعه ساندرز، وبدأت الشركة في الإعلان على التلفزيون الأمريكي بميزانية قدرها 4 ملايين دولار أمريكي في عام 1966. من أجل تمويل الحملات الإعلانية على الصعيد الوطني، تم تأسيس جمعية كنتاكي فرايد تشيكن للإعلان، والتي منحت أصحاب الامتياز عشرة أصوات، والشركة ثلاثة عند اتخاذ قرار بشأن الميزانيات والحملات. في عام 1969، استأجرت كنتاكي فرايد تشيكن أول وكالة إعلانات وطنية لها، ليو بورنيت. حملة بورنيت البارزة في عام 1972 كانت أغنية «احصل على دلو من الدجاج، استمتع ببرميل من المرح»، يؤديها باري مانيلو. بحلول عام 1976، كان KFC أحد أكبر المعلنين في الولايات المتحدة.
في ديسمبر 2020، أطلقت كنتاكي فرايد تشيكن KFConsole ، وهي وحدة ألعاب جديدة مع «حجرة الدجاج» للحفاظ على دفء الطعام.

## الجدل والنقد
منذ بداية القرن الحادي والعشرين، تعرضت الوجبات السريعة لانتقادات بسبب سجلها في رعاية الحيوان، وارتباطها بالسمنة وتأثيرها على البيئة. عكس كتاب إريك شلوسر Fast Food Nation (2002) وفيلم Morgan Spurlock Super Size Me (2004) هذه المخاوف. منذ عام 2003، احتجت منظمة People for the Ethical Treatment of Animals (PETA) على اختيار KFC لموردي الدواجن في جميع أنحاء العالم. الاستثناء هو KFC Canada ، التي وقعت اتفاقية تتعهد فيها باستخدام موردين «صديقين للحيوانات» فقط. وقال جريج ديدريك رئيس قسم كنتاكي فرايد تشيكن في الولايات المتحدة إن بيتا أخطأت في وصف كنتاكي فرايد تشيكن كمنتج دواجن وليس مشتريا للدجاج. في عام 2008، Yum! صرح: «[بصفتك] مشترًا رئيسيًا للمنتجات الغذائية، فإن [Yum!] لديها الفرصة والمسؤولية للتأثير على طريقة معاملة الحيوانات الموردة إلينا. نحن نأخذ هذه المسؤولية على محمل الجد، ونراقب موردينا بشكل مستمر».
في عام 2006، اتهمت Greenpeace KFC Europe بتوفير فول الصويا لتغذية الدجاج من كارجيل، التي اتُهمت بإزالة مساحات شاسعة من غابات الأمازون المطيرة من أجل زراعة المحصول.
في عام 2010، وفقًا لصحيفة الغارديان، «في الولايات المتحدة، حيث لا يزال الدجاج المقلي مرتبطًا ارتباطًا وثيقًا بالصور النمطية العنصرية القديمة عن السود في الجنوب الذي كان يُعزل سابقًا»، بثت KFC Australia العرض الترويجي الثاني والثلاثين على شاشة التلفزيون باسم "KFC's cricket guide "مما يظهر أحد مشجعي الكريكيت محاطًا بمشجعين من الفريق المنافس. يسأل مذيع التلفزيون، «هل تحتاج إلى نصيحة عندما تكون عالقًا في موقف حرج؟» يمر المشجع حول «دلو كنتاكي»، على الرغم من أن الإعلان كان مخصصًا لجمهور أسترالي، وجد طريقه إلى وسائل التواصل الاجتماعي في الولايات المتحدة، مما أدى إلى رفض حاد. أصدرت KFC Australia بيانًا حول حقيقة أن الإعلان التجاري «أسيء تفسيره من قبل شريحة من الناس في الولايات المتحدة» وكان «إشارة خفيفة إلى فريق الكريكيت الهندي الغربي» و «تمت إعادة إنتاج الإعلان عبر الإنترنت في الولايات المتحدة بدون KFC إذن، حيث يتم إخبارنا بوجود صورة نمطية قائمة على الثقافة، مما يؤدي إلى التأكيد غير الصحيح على العنصرية. . . نحن ندين بشكل قاطع التمييز من أي نوع ولدينا تاريخ فخور كواحد من أرباب العمل الرائدين في العالم من أجل التنوع».
في مايو 2012، اتهمت Greenpeace KFC بتوريد لب الورق لتغليف المواد الغذائية من خشب الغابات المطيرة الإندونيسي. أظهرت اختبارات الطب الشرعي المستقلة أن بعض العبوات تحتوي على أكثر من 50 في المائة من ألياف الخشب الصلب الاستوائي المختلط، والمصدر من شركة Asia Pulp & Paper (APP). وقالت APP إن مثل هذه الألياف يمكن العثور عليها في الورق المعاد تدويره، أو: «يمكن أن تأتي أيضًا من بقايا الأشجار التي يتم تطهيرها، بعد تدهور منطقة الغابات أو قطع الأشجار أو حرقها، كجزء من خطة التنمية المستدامة. لدى APP سياسات وممارسات صارمة لضمان أن المخلفات من تطوير المزارع القانونية فقط في مناطق الغابات المتدهورة أو التي تم تسجيلها والألياف الخشبية المستدامة تدخل سلسلة التوريد»  قال كنتاكي فرايد تشيكن: «من منظور عالمي، 60 في المائة من المنتجات الورقية التي تنتجها شركة Yum! (الشركة الأم) تأتي من مصادر مستدامة. يعمل موردونا على جعله 100 بالمائة.» 
في ديسمبر 2012، تم انتقاد السلسلة في الصين عندما تم اكتشاف أن عددًا من موردي كنتاكي فرايد تشيكن كانوا يستخدمون هرمونات النمو وكمية زائدة من المضادات الحيوية على الدواجن بطرق تنتهك القانون الصيني. في فبراير 2013، Yum! اعترف الرئيس التنفيذي ديفيد نوفاك بأن الفضيحة كانت «أطول أمداً وأكثر تأثيراً مما كنا نتخيله». هذه القضية مصدر قلق كبير لشركة Yum!، التي تكسب ما يقرب من نصف أرباحها من الصين، إلى حد كبير من خلال علامة KFC التجارية. في مارس 2013، Yum! ذكرت أن المبيعات قد انتعشت في فبراير، لكن انخفاض المبيعات في ديسمبر ويناير سيؤدي إلى انخفاض مبيعات المتجر نفسه بنسبة 20 في المائة في الربع الأول.
في فبراير 2018، تسبب سوء إدارة الخدمات اللوجستية من قبل شركة DHL، والتي تم اختيارها من قبل KFC UK كشريك جديد في التوصيل، في نقص الدجاج في المملكة المتحدة - أكبر سوق KFC في أوروبا - مما أجبر الشركة على إغلاق مئات المطاعم مؤقتًا في جميع أنحاء البلاد. اعتذرت كنتاكي فرايد تشيكن من خلال نشر إعلانات في الصحف البريطانية حيث سارعت الأحرف الأولى من اسم الشركة لقراءة "FCK" عليها متبوعة باعتذار لقي استحسانًا.

## معرض الصور

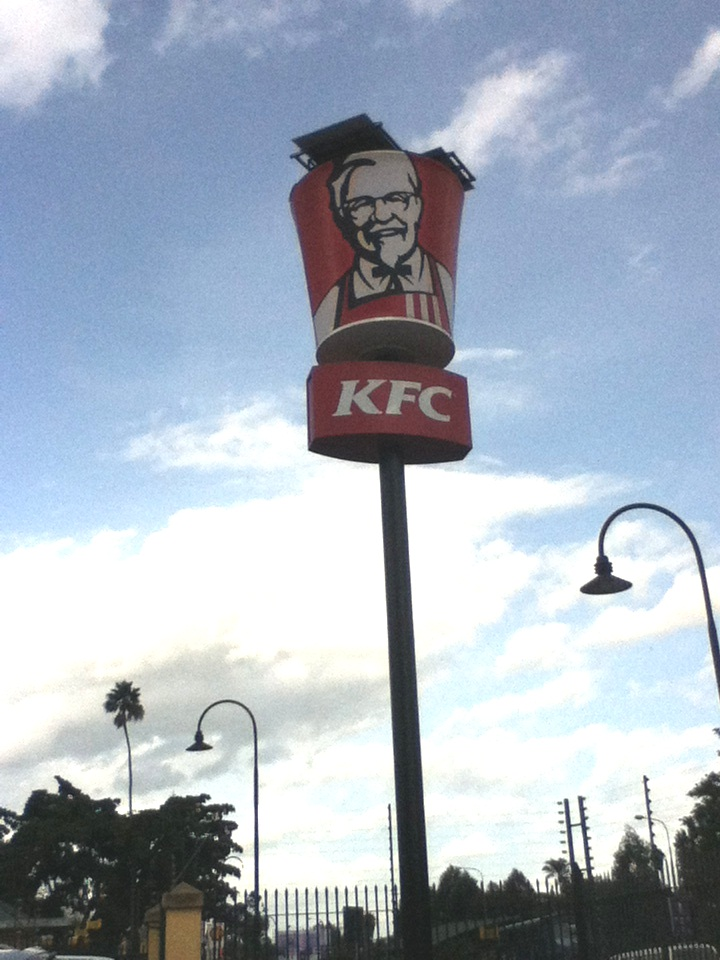
علامة دلو كنتاكي فرايد تشيكن خارج مركز تسوق جانكشن في نيروبي بكينيا
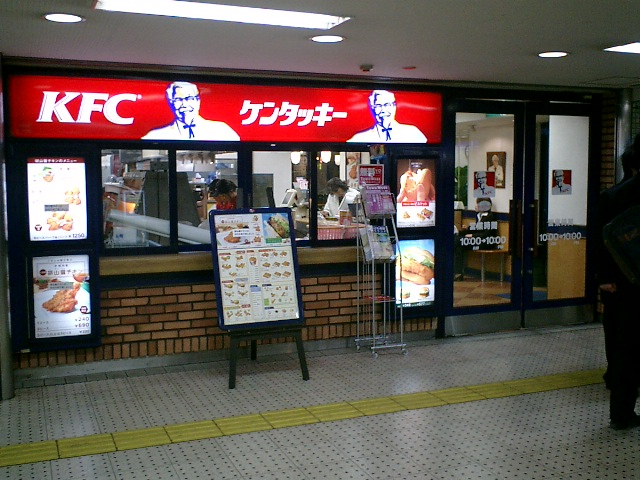
فرع كنتاكي في أوساكا باليابان
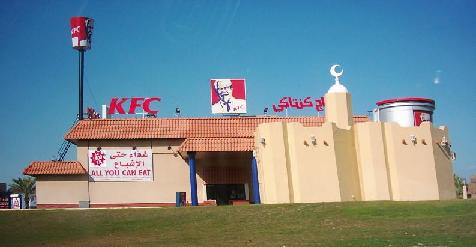
فرع في الكويت
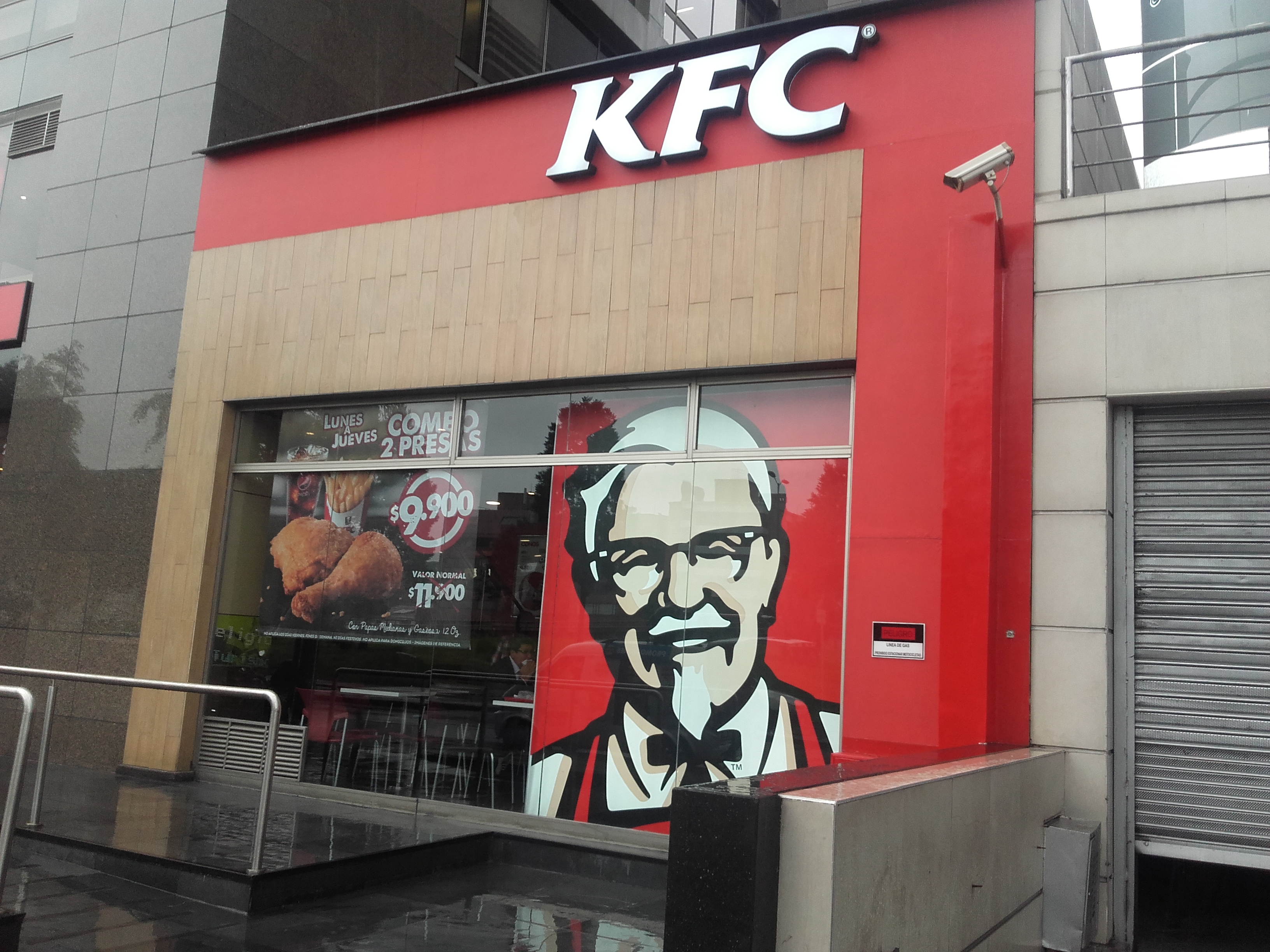
فرع بكولومبيا
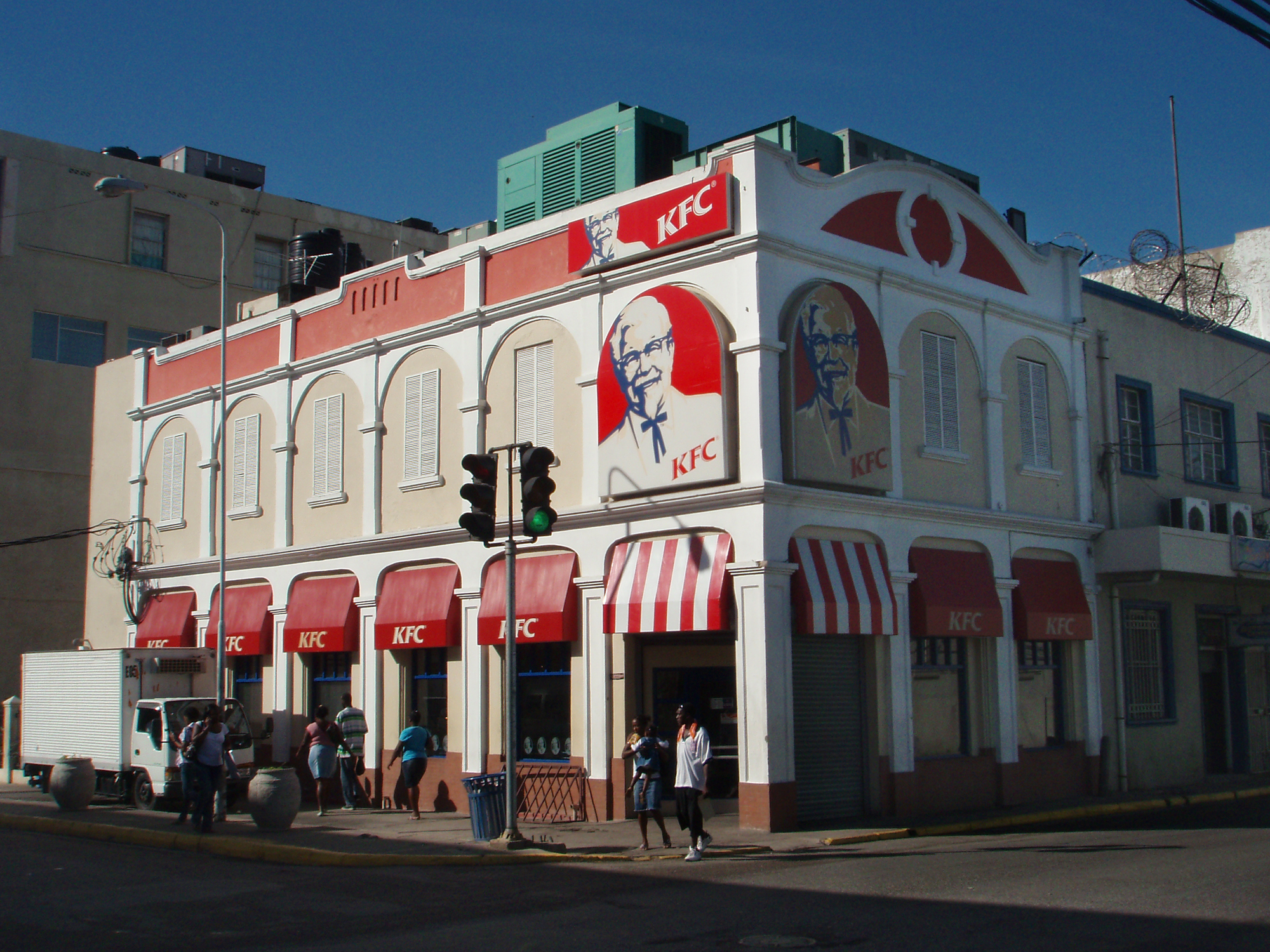
فرع بجامايكا
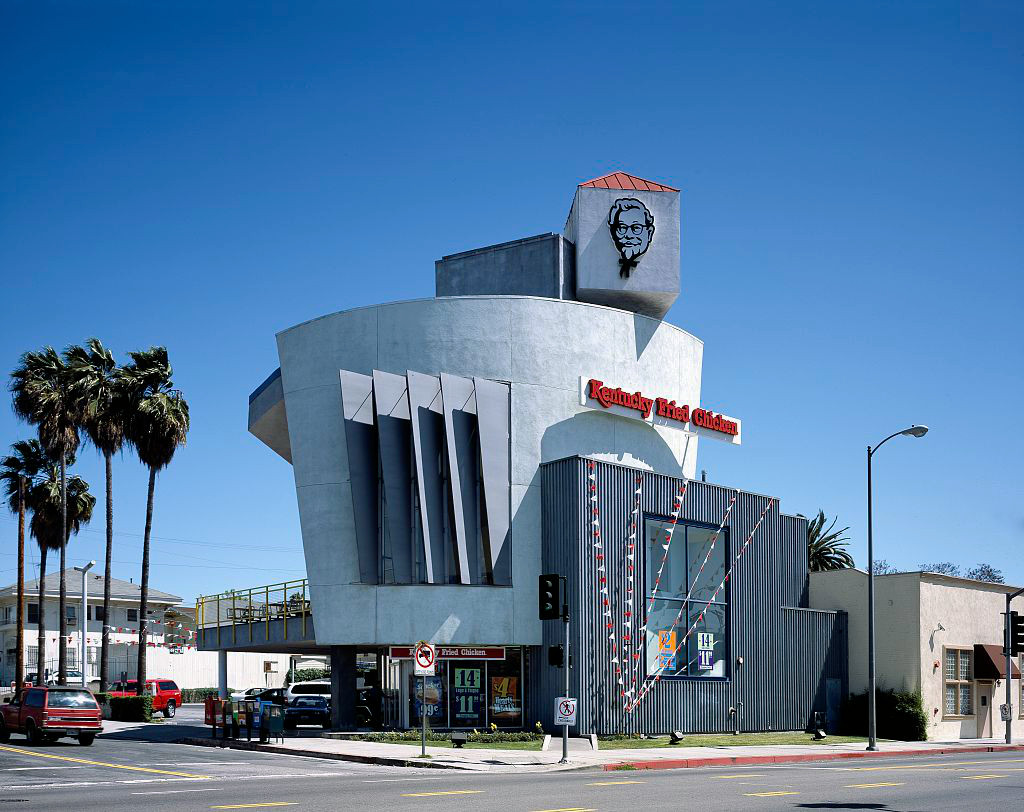
إنشاء سلسلة في الجادة الغربية في لوس أنجلوس. تأسست عام 1990، ويتميز هذا المطعم بهندسته المعمارية الأصلية.
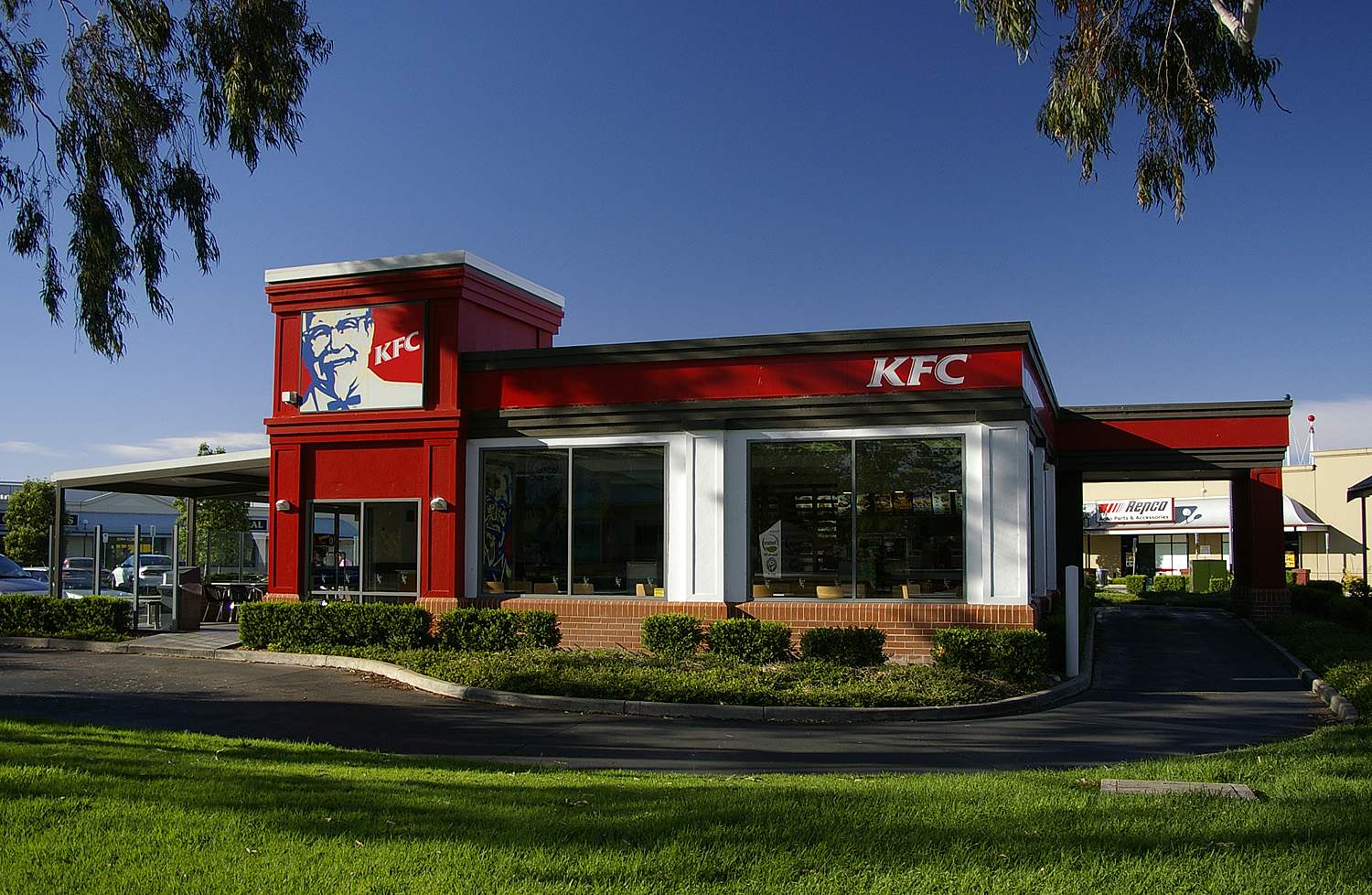
فرع لكنتاكي في أستراليا يعتمد نظام الخدمة بطلبات السيارة
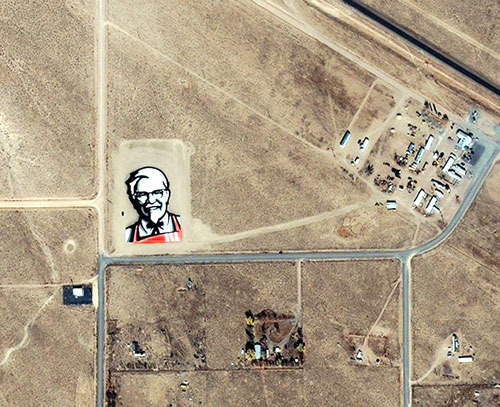
طريقة الإشهارية تم إعتمادها.
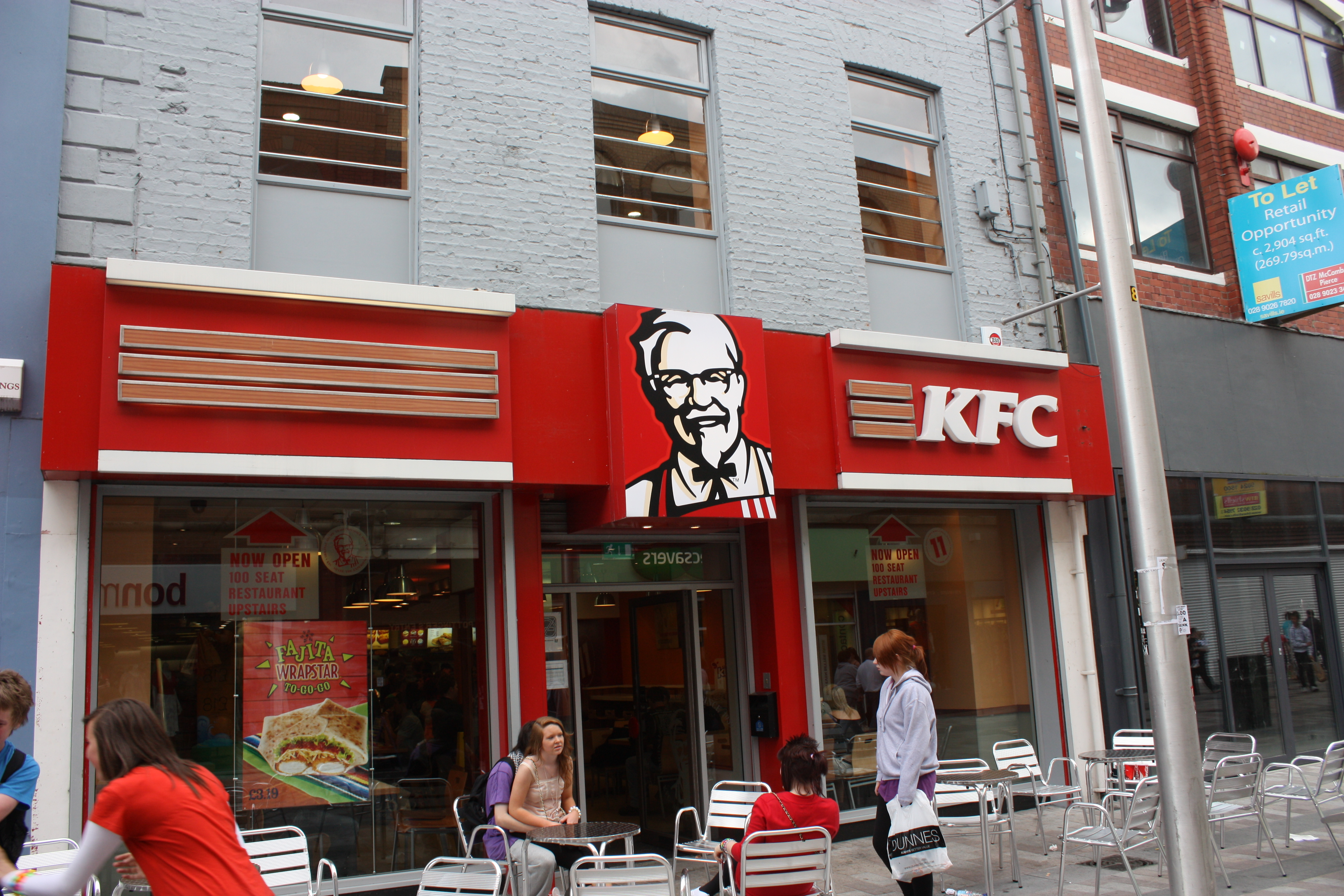
فرع لكنتاكي في بلفاست بأيرلندا الشمالية.
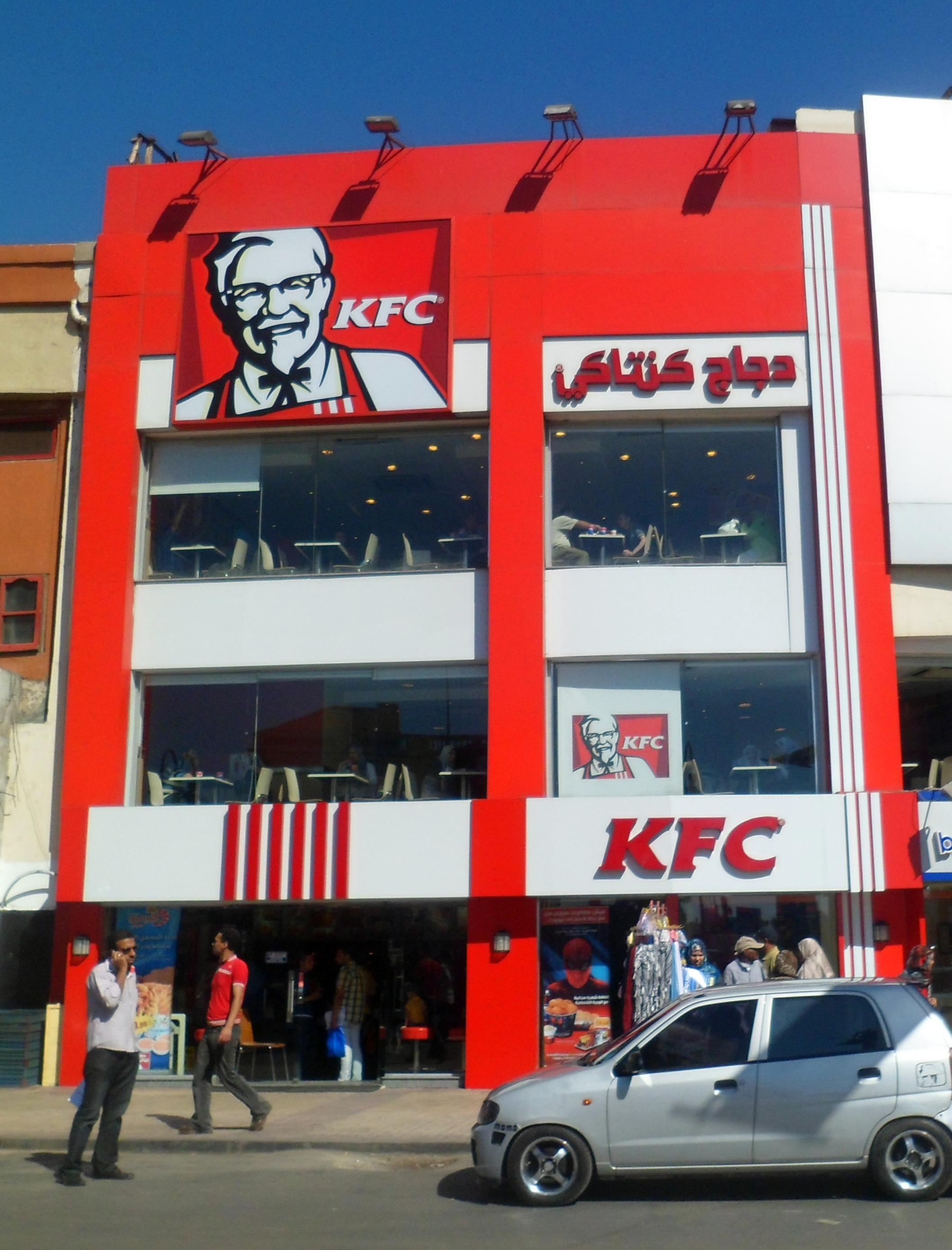
فرع في الإسكندرية بمصر

## وصلات خارجية
- الموقع الرسمي